# Sân vận động Olympic Phnôm Pênh
Sân vận động Olympic Quốc gia (tiếng Khmer: ពហុកីឡាដ្ឋានជាតិអូឡាំពិក) là một sân vận động đa năng ở Phnôm Pênh, Campuchia. Sân có sức chứa khoảng 30.000 người. Mặc dù có tên gọi như vậy, sân vận động này chưa bao giờ tổ chức Thế vận hội.

## Lịch sử

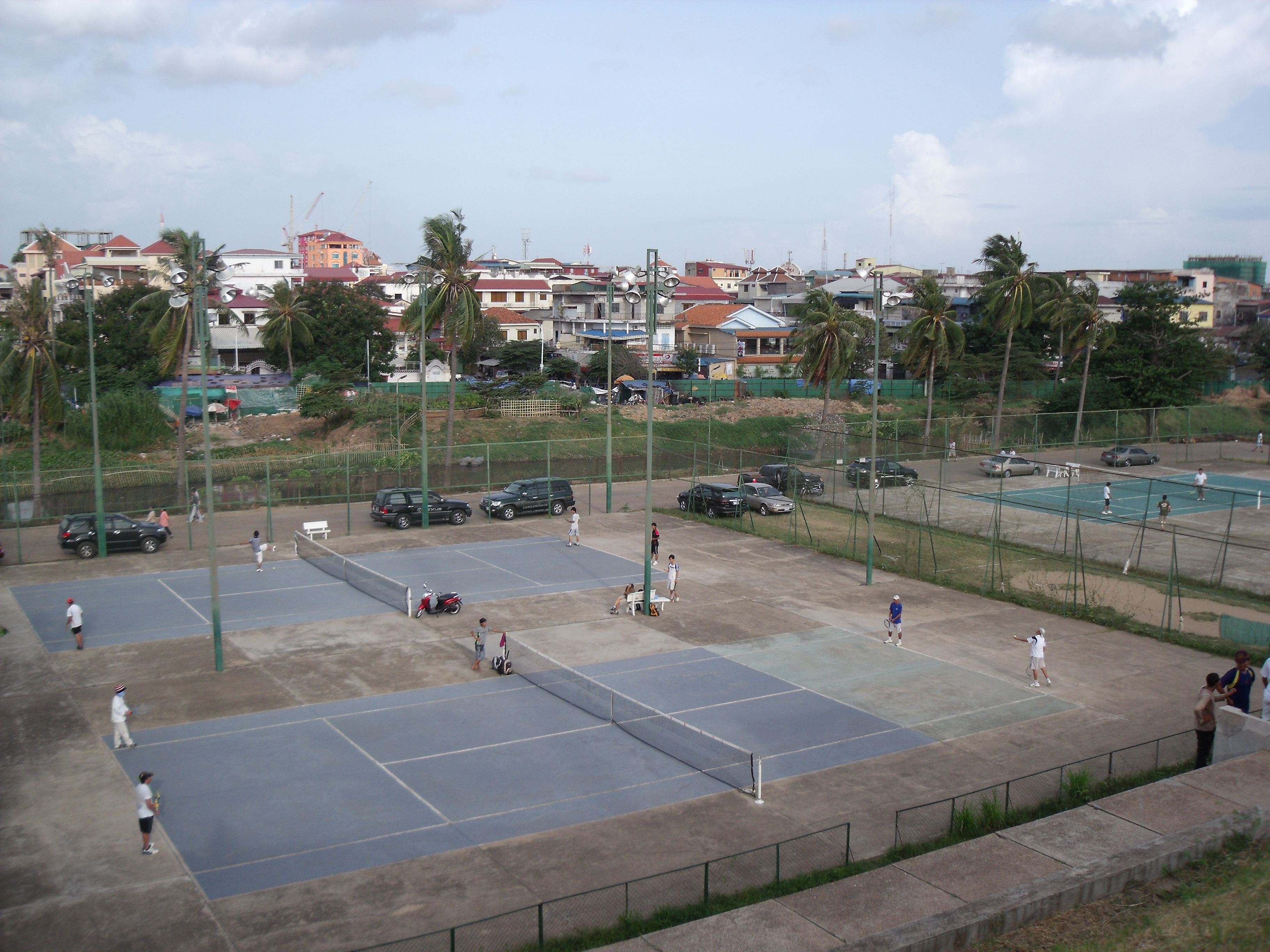
Sân quần vợt tại Sân vận động Olympic

Việc xây dựng Khu liên hợp thể thao quốc gia được bắt đầu vào năm 1963 và hoàn thành năm 1964. Kiến trúc sư Vann Molyvann đã sử dụng lượng đất khổng lồ để xây dựng sân vận động, với 500.000 mét khối đất được đào để định hình dạng của sân vận động.
Sân vận động vốn được xây dựng để tổ chức Đại hội Thể thao Bán đảo Đông Nam Á 1963, nhưng đại hội đã bị hủy bỏ do các vấn đề chính trị ở Campuchia. Sân vận động này đã tổ chức đại hội GANEFO lần thứ 2, còn được gọi là "GANEFO châu Á lần thứ 1" từ ngày 25 tháng 11 đến ngày 6 tháng 12 năm 1966. Sân cũng đã tổ chức các chuyến thăm cấp cao và các dịp lễ lớn của Campuchia, đồng thời là sân nhà của các đội tuyển điền kinh quốc gia Campuchia.
Sân vận động đã đóng vai trò nhỏ nhưng không thể thiếu trong Giải vô địch bóng đá thế giới 1966, khi CHDCND Triều Tiên đối đầu với Úc ở vòng loại với tư cách là hai đại diện còn lại của khu vực châu Á/châu Đại Dương. Do CHDCND Triều Tiên không có quan hệ ngoại giao với hầu hết các quốc gia và không có sân vận động đạt tiêu chuẩn FIFA vào thời điểm đó, trong khi luật nhập cư của Úc có hiệu lực lúc đó khiến toàn đội khó nhận được thị thực vào nước này, việc tìm kiếm một địa điểm phù hợp cho trận đấu là rất khó khăn cho đến khi Quốc trưởng Norodom Sihanouk, một đồng minh của Kim Nhật Thành, thông báo với FIFA rằng các trận đấu có thể được tổ chức tại Phnôm Pênh.
Các trận đấu đã thu hút 60.000 và 40.000 khán giả, với một nửa số khán giả cổ vũ cho Úc, trong khi nửa còn lại cổ vũ cho CHDCND Triều Tiên, theo yêu cầu của Sihanouk. Các trận đấu được tổ chức vào ngày 21 tháng 11 năm 1965 và ngày 24 tháng 11 năm 1965, và CHDCND Triều Tiên giành chiến thắng trong cả hai trận đấu (6–1 và 3–1). Do tất cả 15 đội tuyển châu Phi đã rút lui để phản đối FIFA từ chối phân bổ cho châu Phi một suất tham dự vòng chung kết, CHDCND Triều Tiên tự động đủ điều kiện tham dự World Cup, nơi đội lọt vào đến tứ kết.
Trong khu liên hợp có các bể bơi kích thước Olympic phục vụ cho bơi lội và lặn, một sân bóng chuyền trong nhà với sức chứa lên đến 8.000 người, hiện được gọi là Nhà thi đấu Sân vận động Olympic. Các ván nhảy và bể bơi đã được cải tạo hoàn toàn vào năm 2017 sau nhiều năm không được sử dụng và hiện đang hoạt động hằng ngày.
Trong thời kỳ Khmer Đỏ, sân vận động được sử dụng làm nơi hành quyết, nơi các quan chức của Cộng hòa Khmer trước đây do Lon Nol đứng đầu bị hành quyết.
Trong những năm sau thời kỳ Khmer Đỏ, cơ sở vật chất của sân vận động rơi vào tình trạng hư hỏng, xuống cấp. Năm 2000, khu liên hợp sân vận động được cải tạo bởi Yuanta Group, một tập đoàn của Đài Loan. Tập đoàn này đã tân trang lại sân vận động và cũng tái phát triển các lô đất của khu liên hợp thành chung cư và bất động sản thương mại.
Sân vận động trở thành một điểm đến nổi tiếng của người dân Phnôm Pênh, những người tham gia các buổi tập thể dục hằng ngày, cũng như tham gia các trận đấu bóng đá và các hoạt động khác.
Vào tháng 5 năm 2007, ca sĩ người Ireland Ronan Keating đã biểu diễn trong buổi hòa nhạc tại Nhà thi đấu của sân vận động. Đây là buổi hòa nhạc đầu tiên của một nghệ sĩ quốc tế lớn tại Campuchia.
Từ tháng 11 đến tháng 12 năm 2007, Tổ chức bóng chuyền thế giới dành cho người khuyết tật đã tổ chức Giải vô địch bóng chuyền thế giới tại Nhà thi đấu của sân vận động. Đây là sự kiện thể thao quốc tế lớn đầu tiên tại Campuchia sau hơn 40 năm. Campuchia, được xếp vào hạt giống thứ tư, đứng thứ ba tại giải đấu.
Vào năm 2010, sân vận động đã tổ chức tất cả các trận đấu bóng đá của Giải bóng đá Ngoại hạng Campuchia, được biết đến vì lý do tài trợ là Metfone C-League.
Vào năm 2015, mặt cỏ của sân vận động được thay thế bằng mặt sân cỏ nhân tạo.
Trong đại dịch COVID-19 tại Campuchia, sân vận động được sử dụng làm cơ sở xét nghiệm tạm thời và sau đó được sử dụng làm bệnh viện dã chiến.
Năm 2023, sân vận động được giảm sức chứa xuống còn 30.000 sau khi lắp đặt 25.000 ghế đơn nhằm đáp ứng các quy định của FIFA và AFC. Sân không được sử dụng làm địa điểm chính cho Đại hội Thể thao Đông Nam Á 2023, nhưng đã tổ chức các trận đấu bóng đá nam và các trận đấu loại trực tiếp của bóng đá nữ.

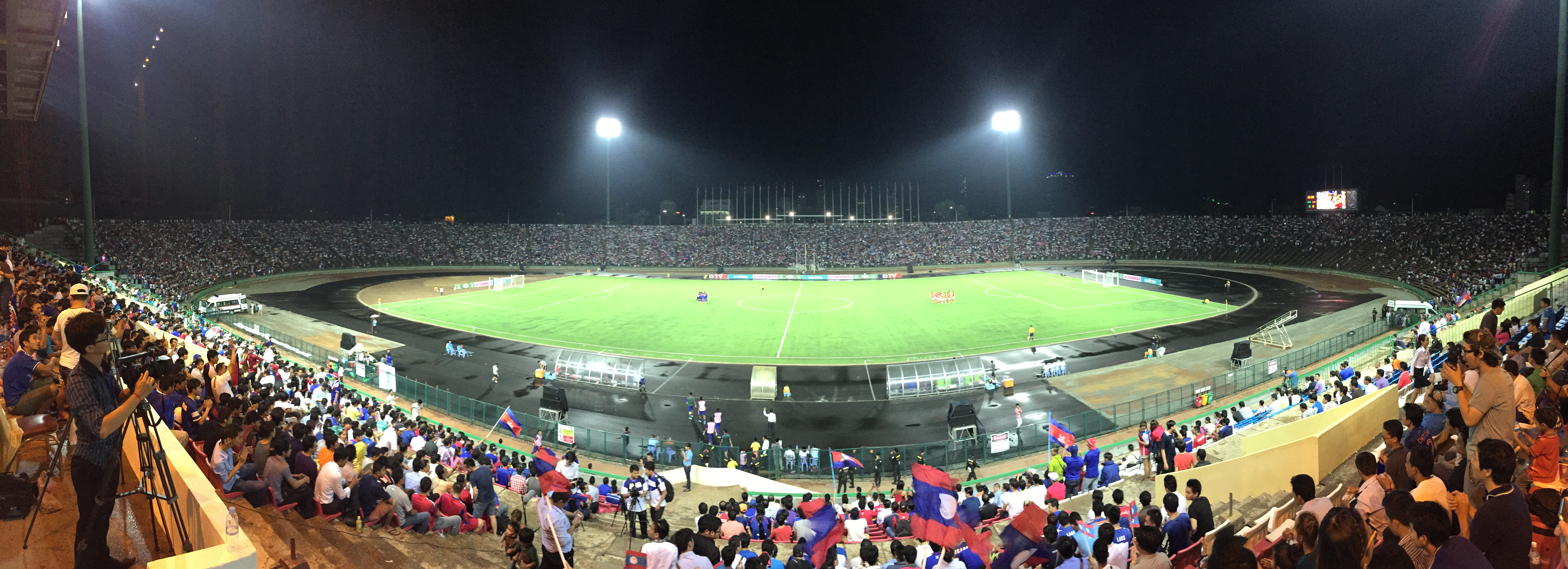
Toàn cảnh sân vận động trong một trận đấu

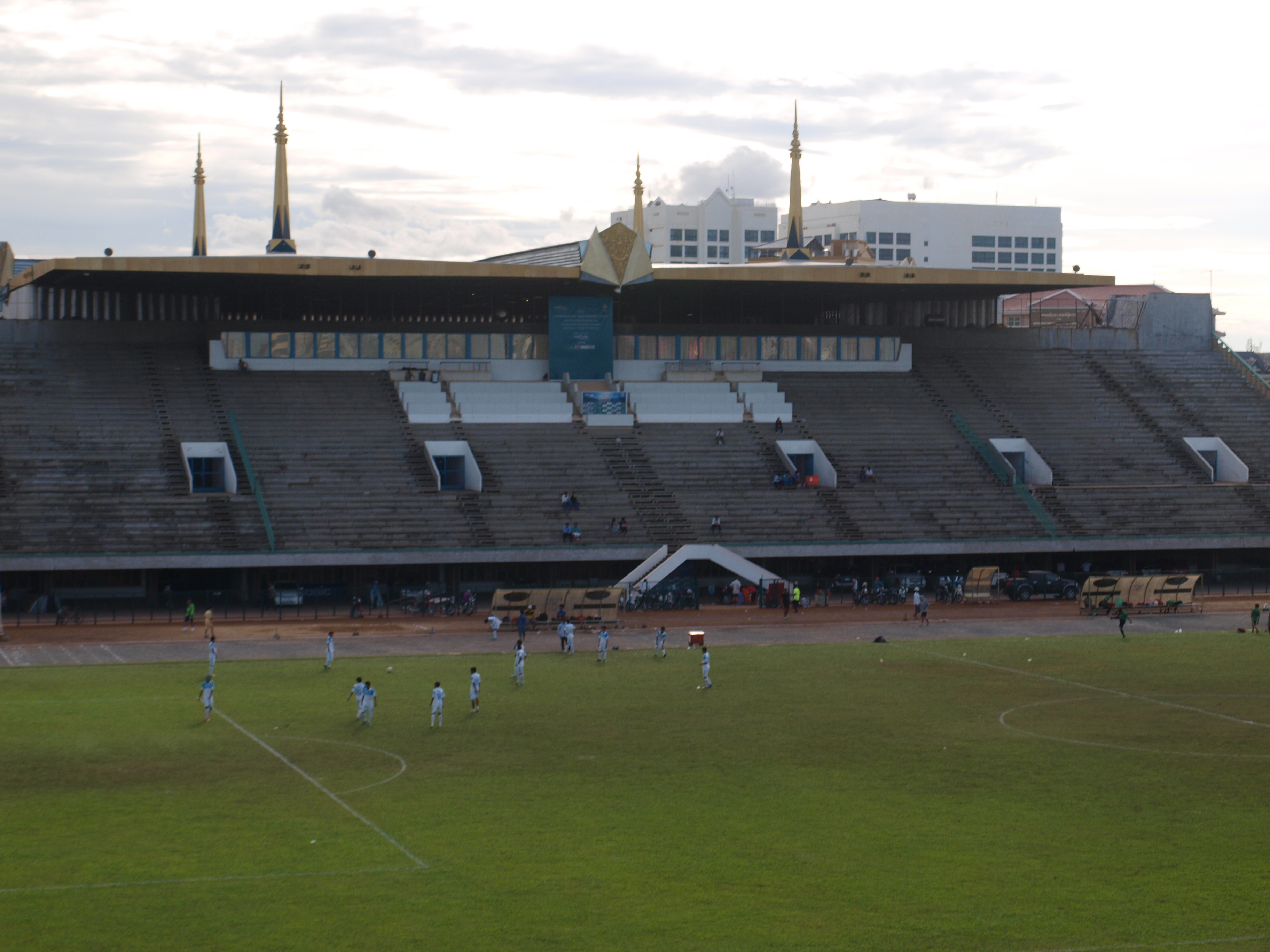
Sân vận động Olympic Quốc gia vào năm 2008

## Các trận đấu bóng đá quốc tế

### Giao hữu quốc tế
| Ngày                | Giải đấu         | Đội #1    | Kết quả | Đội #2   | Khán giả |
| ------------------- | ---------------- | --------- | ------- | -------- | -------- |
| 22 tháng 3 năm 2017 | Giao hữu quốc tế | Campuchia | 2–3     | Ấn Độ    | 70.000   |
| 11 tháng 9 năm 2018 | Giao hữu quốc tế | Campuchia | 1–3     | Malaysia | 50.000   |

### Giải vô địch bóng đá Đông Nam Á 2018
| Ngày                 | Đội #1    | Kết quả | Đội #2   | Vòng      | Khán giả |
| -------------------- | --------- | ------- | -------- | --------- | -------- |
| 8 tháng 11 năm 2018  | Campuchia | 0–1     | Malaysia | Vòng bảng | 34.250   |
| 20 tháng 11 năm 2018 | Campuchia | 3–1     | Lào      | Vòng bảng | 25.000   |

### Đại hội Thể thao Đông Nam Á 2023
| Ngày                | Đội #1      | Kết quả | Đội #2      | Vòng                  | Giải đấu | Khán giả |
| ------------------- | ----------- | ------- | ----------- | --------------------- | -------- | -------- |
| 29 tháng 4 năm 2023 | Indonesia   | 3–0     | Philippines | Bảng A                | Nam      | 14.500   |
| 29 tháng 4 năm 2023 | Campuchia   | 4–0     | Đông Timor  | Bảng A                | Nam      | 29.985   |
| 2 tháng 5 năm 2023  | Myanmar     | 1–0     | Đông Timor  | Bảng A                | Nam      | 3.589    |
| 2 tháng 5 năm 2023  | Philippines | 0–0     | Campuchia   | Bảng A                | Nam      | 30.118   |
| 4 tháng 5 năm 2023  | Indonesia   | 5–0     | Myanmar     | Bảng A                | Nam      | 1.652    |
| 4 tháng 5 năm 2023  | Đông Timor  | 3–0     | Philippines | Bảng A                | Nam      | 3.182    |
| 7 tháng 5 năm 2023  | Đông Timor  | 0–3     | Indonesia   | Bảng A                | Nam      | 2.765    |
| 7 tháng 5 năm 2023  | Myanmar     | 2–0     | Campuchia   | Bảng A                | Nam      | 32.704   |
| 10 tháng 5 năm 2023 | Campuchia   | 1–2     | Indonesia   | Bảng A                | Nam      | 432      |
| 12 tháng 5 năm 2023 | Việt Nam    | 4–0     | Campuchia   | Bán kết               | Nữ       | 9.849    |
| 13 tháng 5 năm 2023 | Indonesia   | 3–2     | Việt Nam    | Bán kết               | Nam      | 7,864    |
| 13 tháng 5 năm 2023 | Thái Lan    | 3–0     | Myanmar     | Bán kết               | Nam      | 4,520    |
| 15 tháng 5 năm 2023 | Campuchia   | 0–6     | Thái Lan    | Tranh huy chương đồng | Nữ       | 1.107    |
| 15 tháng 5 năm 2023 | Việt Nam    | 2–0     | Myanmar     | Chung kết             | Nữ       | 5.063    |
| 16 tháng 5 năm 2023 | Việt Nam    | 3–1     | Myanmar     | Tranh huy chương đồng | Nam      | 10.829   |
| 16 tháng 5 năm 2023 | Indonesia   | 5–2     | Thái Lan    | Chung kết             | Nam      | 28.133   |

### Giải vô địch bóng đá ASEAN 2024
| Ngày                 | Đội #1    | Kết quả | Đội #2     | Vòng      | Khán giả |
| -------------------- | --------- | ------- | ---------- | --------- | -------- |
| 8 tháng 12 năm 2024  | Campuchia | 2 - 2   | Malaysia   | Vòng bảng | 24.886   |
| 17 tháng 12 năm 2024 | Campuchia | 2 - 1   | Đông Timor | Vòng bảng | 17,109   |